# 杨治平
杨治平（1958年8月—），中华人民共和国政治人物，籍贯湖南省汨罗市，中共党员，早年在湖南农学院就读任教，1998年转战政界，官至湖南省科技厅副厅长。

## 生平
杨治平于1977年考入湖南农学院蔬菜专业，毕业后留校任职，并最终取得學校的教授职称，1998年外放至醴陵市，先后出任中共醴陵市委副书记、市长，中共醴陵市委书记等职。
2006年，中共湖南省委将杨治平调回长沙市，并提拔为湖南省科学技术厅副厅长，2017年去职，转任科技厅巡视员，後离职转任湖南省人才研究会会长。